# Koshiro Shimada
Koshiro Shimada (jap. 島田 高志郎 Shimada Koshiro; * 11. September 2001 in Matsuyama) ist ein japanischer Eiskunstläufer, der im Einzellauf antritt.

## Sportliche Karriere
Koshiro Shimada begann 2007 mit dem Eiskunstlauf. Ab der Saison 2015/16 startete er in Japan sowie auf internationaler Ebene in Juniorenwettbewerben, darunter den Olympischen Jugend-Winterspielen 2016 in Lillehammer, wo er 6. wurde. Shimada gewann eine Bronze- und eine Silbermedaille bei den Japanischen Juniorenweltmeisterschaften und insgesamt vier Medaillen im Junior Grand Prix, darunter eine Bronzemedaille im Junior-Grand-Prix-Finale 2018.
2019 erhielt Shimada zwei Einladungen in die Grand-Prix-Serie und belegte einen 10. und einen 9. Platz. Er gewann die Silbermedaille bei der Nebelhorn Trophy 2019. In den Saisons 2020/21 und 2021/22 nahm Shimada außer an den Japanischen Meisterschaften, wo er einmal 8. und einmal 10. wurde, kaum an Wettbewerben teil. Die Saison 2022/23 begann Shimada mit einer Silbermedaille bei der Lombardia Trophy. Es folgten zwei Grand-Prix-Wettbewerbe, in denen er einen 9. und einen 4. Platz belegte. Er gewann die Silbermedaille bei den Japanischen Meisterschaften und vertrat Japan bei den Vier-Kontinente-Meisterschaften 2023, wo er den 11. Platz erreichte.
Shimada trainiert bei Stéphane Lambiel in Champéry.

## Ergebnisse
| Meisterschaft/Saison                                                                              | 15/16 | 16/17 | 17/18 | 18/19 | 19/20 | 20/21         | 21/22 | 22/23 | 23/24 | 24/25 |
| ------------------------------------------------------------------------------------------------- | ----- | ----- | ----- | ----- | ----- | ------------- | ----- | ----- | ----- | ----- |
| Vier-Kontinente-Meisterschaften                                                                   |       |       |       |       |       |               |       | 11.   |       |       |
| Japanische Meisterschaften                                                                        | 11.   | 7.    |       | 5.    | 10.   | 8.            | 10.   | 2.    | 11.   |       |
| Grand-Prix-Serie/Saison                                                                           | 15/16 | 16/17 | 17/18 | 18/19 | 19/20 | 20/21         | 21/22 | 22/23 | 23/24 | 24/25 |
| Grand Prix de France                                                                              |       |       |       |       |       | A             |       |       | 10.   | 2.    |
| NHK Trophy                                                                                        |       |       |       |       | 9.    |               |       |       |       |       |
| Skate America                                                                                     |       |       |       |       | 10.   |               |       | 9.    |       | 6.    |
| MK John Wilson Trophy                                                                             |       |       |       |       |       |               |       | 4.    |       |       |
| Challenger-Serie + Sonstige/Saison                                                                | 15/16 | 16/17 | 17/18 | 18/19 | 19/20 | 20/21         | 21/22 | 22/23 | 23/24 | 24/25 |
| Lombardia Trophy                                                                                  |       |       |       |       |       |               |       | 2.    |       |       |
| Nebelhorn Trophy                                                                                  |       |       |       |       | 2.    |               |       |       | 3.    |       |
| Warsaw Cup                                                                                        |       |       |       |       |       |               | 5.    |       |       |       |
| Juniorenwettbewerb/Saison                                                                         | 15/16 | 16/17 | 17/18 | 18/19 | 19/20 | 20/21         | 21/22 | 22/23 | 23/24 | 24/25 |
| Juniorenweltmeisterschaften                                                                       |       | 14.   |       | 9.    |       |               |       |       |       |       |
| Olympische Jugend-Winterspiele                                                                    | 6.    |       |       |       |       |               |       |       |       |       |
| Junior-Grand-Prix-Finale                                                                          |       |       |       | 3.    |       |               |       |       |       |       |
| Junior Grand Prix Österreich                                                                      |       |       |       | 2.    |       |               |       |       |       |       |
| Junior Grand Prix Kroatien                                                                        | 5.    |       | 5.    |       |       |               |       |       |       |       |
| Junior Grand Prix Estland                                                                         |       | 4.    |       |       |       |               |       |       |       |       |
| Junior Grand Prix Frankreich                                                                      |       | 3.    |       |       |       |               |       |       |       |       |
| Junior Grand Prix Polen                                                                           |       |       | 7.    |       |       |               |       |       |       |       |
| Junior Grand Prix Slowakei                                                                        | 7.    |       |       |       |       |               |       |       |       |       |
| Junior Grand Prix Slowenien                                                                       |       |       |       | 3.    |       |               |       |       |       |       |
| Japanische Juniorenmeisterschaften                                                                | 4.    | 2.    | Z     | 3.    |       |               |       |       |       |       |
| Teamwettbewerb/Saison                                                                             | 15/16 | 16/17 | 17/18 | 18/19 | 19/20 | 20/21         | 21/22 | 22/23 | 23/24 | 24/25 |
| Japan Open                                                                                        |       |       |       |       |       | 2. (T) 4. (P) |       |       |       |       |
| A = Wettbewerb abgesagt; Z = Teilnahme zurückgezogen; T = Teamergebnis; P = persönliches Ergebnis |       |       |       |       |       |               |       |       |       |       |